# Copa Vale do Paraíba de 1977
A Copa Vale do Paraíba ou Taça Flávio Marques foi uma competição amistosa interestadual de futebol disputada em cidades dos estados de Minas Gerais, Rio de Janeiro e São Paulo em 1977, que teve a participação de cinco equipes, três do Rio de Janeiro e duas de São Paulo, nas quais as equipes envolvidas se enfrentariam, sendo campeã aquela que tivesse o melhor aproveitamento, tendo se sagrado campeão, o Fluminense.
O Vale do Paraíba, que dá nome ao torneio, é uma região em parte localizada no Estado do Rio de Janeiro e em parte no Estado de São Paulo. O nome deve-se ao fato de que a região é banhada pelo Rio Paraíba do Sul.

## Participantes
America
 Esportiva Guaratinguetá
 Fluminense
 São José
 Volta Redonda

## Tabela
1ª Rodada
Esportiva Guaratinguetá 0-2 Fluminense, 28 de junho, Estádio Municipal Professor Dario Rodrigues Leite, Guaratinguetá, SP
Volta Redonda 3-0 São José, 29 de junho, Estádio Raulino de Oliveira, Volta Redonda, RJ
2ª Rodada
Volta Redonda 0-2 America, 2 de julho, Estádio Raulino de Oliveira, Volta Redonda, RJ
3ª Rodada
São José 0-1 Fluminense,  6 de julho, Estádio Martins Pereira, São José dos Campos, SP
4ª Rodada
America 1-1 Fluminense,  9 de julho, Estádio José Procópio Teixeira Filho, Juiz de Fora, MG
5ª Rodada
São José 0-0 America, 13 de julho, Estádio Martins Pereira, São José dos Campos, SP
Fluminense 3-1 Volta  Redonda, 17 de julho, Estádio do Maracanã, Rio de Janeiro, RJ
Jogo adiado e depois cancelado
3ª Rodada
Esportiva de Guaratinguetá vs. America: O jogo estava marcado para 6 de julho, mas foi adiado
em virtude da interdição do estádio da Esportiva. Como o America não tinha outra data para
realizar a partida, esta acabou sendo cancelada.
Almanaque do São José
Não consta este resultado no Almanaque do São José (Esportiva vs. São José). Os jogos pela Copa
do Vale relacionados são estes:
29 de junho - Volta Redonda 3-0 São José
6 de julho - São José 0-1 Fluminense (gol de Zezé, aos 34' do 1º Tempo)
13 de julho - São José 0-0 America/RJ
Contra a Esportiva Guaratinguetá, há duas partidas próximas dessas datas, mas estão anotadas
como sendo válidas pela Divisão Intermediária do Campeonato Paulista:
29 de maio - Esportiva 1-2 São José
31 de julho - São José 1-0 Esportiva
Partidas com resultados desconhecidos
Obs.: Os dados acima fazem acreditar que a partida entre Esportiva e São José possa ter sido adiada pelo mesmo motivo do adiamento de Esportiva vs. America, mas eventualmente a partida de 31/07 possa ter sido válida pelas duas competições. Não foram encontradas informações sobre o resultado da eventual partida entre Esportiva e Volta Redonda.

## Classificação final
Clube - Pontos - Jogos
1. Fluminense - 7 - 4
2. America - 4 - 3
2. São José - 2 - 3
4. Volta Redonda - 1 - 3
5. Esportiva - 0 - 1
| Copa Vale do Paraíba de 1977 |
| ---------------------------- |
| Fluminense Campeão           |